# Иван Стефан
Иван Стефан (болг. Иван Стефан; ок. 1300/1301 — 1373) — царь Болгарии в 1330—1331 годах. Первый сын царя Михаила III Шишмана и Анны Неды. После прихода к власти отца в 1323 году был назначен его соправителем. В 1324 году, в связи с разводом Михаила III Шишмана с Анной Недой и женитьбе на Феодоре Палеолог, был заточён с матерью и сыновьями в монастырь. В 1330 году Михаил III Шишман был убит в битве при Велбужде. При содействии дяди Стефана Дечанского Иван Стефан стал царём Болгарии. Был свержен в результате антисербского дворцового переворота в Тырново. Во главе заговора были протовестарий Раксин и логофет Филип. В феврале-марте 1331 года, бежал в Ниш, который в то время находился в составе Видинского деспотства, где правил его дядя и сторонник Белаур, позже — с матерью в Дубровник. Под давлением царя Болгарии Иоанна-Александра был изгнан. Умер, возможно, в Неаполе.

## Комментарии
1. ↑  По линии отца принадлежит к династии Неманичей, по линии матери — к династии Тертера и Асеней.